# 직전
직전(職田)은 고려 시대와 조선 시대에 있었던 토지 제도이다.

## 고려의 직전
고려 시대에는 향리에게 직역의 대가로 주던 수조지인 외역전을, 직역의 대가라는 의미에서 직전이라 불렀다. 
직역을 세습함에 따라 토지 세습도 가능하였다.

외역전은 1445년(세종 27년)에 향리의 지위를 약화시키기 위해 폐지됐으며, 
외역전이 폐지된 후에는 향리에게 직역에 대한 대가가 전혀 주어지지 않았다.

## 조선의 직전
1466년(세조 12년) 과전법의 폐단에 대한 제2의 타개책으로 나타난 토지 제도인 직전법에 따라 지급한 토지이다.
직전법이란 현직·전직의 모든 관료에게 토지를 주어, 점차로 세습화된 과전을 폐하고, 그 대신 현직 관료들에게만 수조지(收租地)를 지급하자는 제도이다. 그 지급량은 각 품계(品階)마다 많이 감소되었다. 또 이 직전법의 실시로 직접 타격을 받은 것은, 과거 과전법에서 수혜 대상에 들어 있던 전직자 및 수신전·휼양전의 수전자였다. 이들이 수혜 대상에서 제외된 것은 왕권을 옹호하는 신분층을 대대로 우대하는 전통에 어긋나는 것이었다.
이 직전법의 실시는 왕조 초창기와는 달리 왕권이 안정되었다는 것을 뜻하기도 하지만, 또 이미 토지 사유가 진행되어 국가의 토지에 여유가 없어졌음을 보여준다 할 것이다. 이 제도는 1470년(성종 1년)에 직전세(職田稅)라는 제도로 일대 전환을 보게 된다.

## 같이 보기
- 고려의 토지제도
- 조선의 토지제도